# Peso mexicano
O peso mexicano é a moeda corrente oficial do México.  

## História
O peso foi a primeira moeda do mundo a utilizar o símbolo "$", sendo que tal símbolo foi baseado nas colunas das moedas de 8 Reales de prata circulantes nas colônias hispano-americanas e que foram as primeiras moedas a ser amplamente utilizadas mundo afora por conta de suas características uniformes em termos de peso e pureza da moeda em termos de metal precioso. Tal moeda, tida como similar ao Táler, viria a ser o padrão monetário mundo afora antes do surgimento do dólar dos EUA, que mais tarde adotou tal símbolo para seu próprio uso. É fabricado na casa da moeda do México. O peso é a 13.ª moeda mais negociada no mundo, é a mais negociada na América Latina e terceira mais negociada nas Américas, depois do dólar canadense, do Canadá, em segundo, e do dólar americano, dos EUA, em primeiro lugar. 
Depois de anos de relativa instabilidade, com forte inflação em especial no decorrer da década de 1980, que tornou necessária a emissão de cédulas com valores cada vez mais altos, chegando até o valor de 100 mil pesos em 1991, se fez necessário em 1993, no decorrer do governo de Carlos Salinas de Gortari a redenominação do peso, que seguindo o exemplo do Brasil na reforma monetária de 1967 (quando instituiu o cruzeiro novo como unidade monetária) instituiu uma nova moeda com o nome nuevo peso equivalente a 1000 pesos emitidos até 1992, sendo que para diferenciar da moeda antiga, se utilizava o símbolo N$ equivalendo a mil pesos mexicanos antigos. . 
Cédulas e moedas emitidas entre 1993 e 1995 foram emitidas com a tal denominação em substituição as cédulas e moedas até então circulantes, sendo que a partir de janeiro de 1996, já no governo de Ernesto Zedillo a denominação da moeda voltou a ser peso e a se utilizar o símbolo $, com as cédulas e moedas emitidas até 1992 sendo desmonetizadas. 
Tal moeda sofreu forte desvalorização em meados da década de 90, quando o dólar foi de pouco mais de N$ 3 para mais de N$ 6 em 1994, com a cotação do dólar evoluindo para a faixa dos $ 9 - 10 no final do governo Zedillo e chegando em $20 agora em 2020. 